# Домажлиці (округ)
Округ Домажлиці (чеськ. Okres Domažlice) — адміністративно-територіальна одиниця в Пльзенському краї Чехії. Адміністративний центр — місто Домажлиці. Площа округу — 1 123 км², населення становить 61 265 осіб.
До округу входить 85 муніципалітетів, з котрих 8 — міста.
1 січня 2021 року місто Голішов та вісім інших муніципалітетів на його околицях були переведені до складу округа Пльзень-південь (однак вони залишилися в Окружному суді в Домажліце).